# Stan Lauwers
Constant „Stan“ Lauwers (* 4. März 1916 in Hemiksem oder in Sint-Amands; † 2. April 1983 in Hoboken) war ein belgischer Radrennfahrer.

## Sportliche Laufbahn
Lauwers war im Straßenradsport und im Bahnradsport aktiv. Von 1937 bis 1948 war er Unabhängiger und Berufsfahrer. 1939 gelang ihm ein Etappensieg in der Tour de Suisse. Er beendete die Rundfahrt nicht. In seiner Heimat gewann er eine Reihe von Kriterien. Zweiter wurde er 1937 im Nationale Sluitingsprijs hinter Karel Kaers, 1938 im Omloop der Vlaamse Gewesten und im Rennen Drie Zustersteden, 1947 im Grote Prijs Eugeen Roggeman. Dritter wurde er 1948 bei Tielt–Antwerpen–Tielt. In der Tour de France 1938 wurde er 39. In den Rennen der Monumente des Radsports war der 6. Platz in der Flandern-Rundfahrt 1936 sein bestes Resultat.

## Familiäres
Seine Söhne Danny Lauwers und Willy Lauwers sowie sein Bruder Henri Lauwers waren ebenfalls Radrennfahrer.